# Иштлильшочитль II
Иштлильшочитль II (кл. науатль Ixtlilxóchitl — «Черноглазый цветок»; в крещении — дон Эрнандо Кортес Иштлильшочитль; 1495/1496 — 1531/1533). Тлатоани государства акольуа с центром в городе Тескоко в 1521 — до 1524 и 1525—1531/1533 годах. Сын тлатоани Тескоко Несауальпилли. Один из активнейших сторонников и участников испанского завоевания империи ацтеков, отличившийся при осаде Теночтитлана летом 1521 года. Крестник дона
Эрнандо Кортеса, имя которого принял при крещении.

## Происхождение и молодые годы
Согласно данным хрониста Фернандо де Альвы Иштлильшочитля, Иштлильшочитль II был девятым ребенком (а согласно «Истории Индий Новой Испании» Диего Дурана, четвёртым сыном) тлатоани Тескоко Несауальпилли и одной из его второстепенных жён из народа мешиков по имени Тлакошуацин.
Год рождения Иштлильшочитля указывается в источниках по-разному. Его праправнук хронист Фернандо де Альва Иштлильшочитль сообщает, что он родился в том же году, что и император Карл V Габсбург, то есть в 1500 году. Однако поступки Иштлильшочитля после смерти отца в 1515 году кажутся слишком зрелыми для пятнадцатилетнего подростка. В связи с этим, более правдоподобными представляются сведения Франсиско Лопеса де Гомары о том, что в 1520 году Иштлильшочитлю было 25 лет, исходя и чего он родился в 1495 или 1496 году.
Согласно данным того же де Альвы Иштлильшочитля, при рождении Иштлильшочитля родители обратились к прорицателям, чтобы узнать предначертание богов. Из ответа прорицателей якобы следовало, что этот ребенок в будущем примет новую веру и новые обычаи, вступит в союз с иноземным народом и восстанет против своего рода и племени и станет врагом религии и богов своих предков. Напуганные этим пророчеством, приближённые Несауальпилли посоветовали ему избавиться от младенца, однако тлатоани не стал делать этого, поскольку приближалась эпоха, когда должны были исполниться древние пророчества Кецалькоатля, и Несауальпилли решил, что ребёнок с такой судьбой родился именно сейчас не случайно.
Иштлильшочитль II с детства отличался необузданным нравом и твердым волевым характером. Как сообщает Альва Иштлильшочитль, в возрасте трёх лет (если исходить из 1500 года в качестве года его рождения) он будто бы осудил и расправился с одной из своих кормилиц за нарушение придворного этикета: решив, что эта придворная дама дала повод для ухаживаний со стороны некоего сановника, что было запрещено законом, Иштлильшочитль столкнул её в колодец и забросал камнями. В семь лет он объявил себя генералом среди своих сверстников, а в возрасте двенадцати лет при помощью нескольких товарищей своего возраста казнил через повешение некоторых советников Несауальпилли, намекавших тому, что хорошо бы избавиться от этого неуправляемого принца. В четырнадцатилетнем возрасте Иштлильшочитль уже принял героическое участие в сражениях у Тласкалы и Атлиско.

## Политическая биография
Согласно данным Альвы Иштлильшочитля и Диего Дурана, после смерти Несауальпилли в 1515 году встал вопрос о том, кто станет следующим тлатоани Тескоко, поскольку старший из оставшихся в живых его сыновей Тетлахвехвеквицицин был признан недостойным по своим качествам наследовать отцу. Этой ситуацией воспользовался уэй-тлатоани ацтеков Монтесума II, который при выборах нового тлатоани навязал тескокскому совету своего кандидата — Какамацина, бывшего сыном Несауальпилли от старшей сестры Монтесумы II. Намерение совета выбрать Какамацина новым тлатоани Тескоко вызвало яростный протест Иштлильшочитля: вначале он начал отрицать факт смерти Несауальпилли, мотивируя тем, что он не назначил себе наследника, затем он открыто обвинил Монтесуму в стремлении фактически подчинить себе Тескоко, поставив во главе государства свою марионетку (Какамацина), что станет концом государства акольуа. Поняв, что его протесты не произвели нужного эффекта на членов совета, Иштлильшочитль удалился к своим сторонникам в Сьерру Мецтитлан. Собрав там армию, Иштлильшочитль поднял мятеж, требуя смещения Какамацина и даже возврата Тескоко некоторых территорий, неправомерно захваченных ацтеками.
Какамацин отступил за помощью Монтесумы II в Теночтитлан и вернулся в Тескоко со своим дядей Куитлауаком. Согласно Диего Дурану, Иштлильшочитль со своими сторонниками утвердился в Отомпане (современный город Отумба), располагавшемся севернее Тескоко, угрожая оттуда Монтесуме и Какамацину. К 1516 году Иштлильшочитль II контролировал уже весь север территории государства акольуа, а в 1517 году стал правителем Отомпана, предыдущий правитель которого погиб в бою. Согласно данным Альвы Иштлильшочитля, в 1517 году Иштлильшочитль II, Какаматцин и ещё один брат Коанакочцин пришли к соглашению, по которому Какамацин признавался тлатоани Тескоко, а Иштлильшочитль II получил в управление северные провинции государства вместе с титулом верховного главнокомандующего Тескоко. Дальнейшие попытки Монтесумы II вытеснить Иштлильшочитля из государства акольуа остались безуспешными: направленное им войско во главе с неким Шочитлем из Испаталапана было побеждено Иштлильшочитлем, а сам Шочитль был сожжён.
С появлением в 1519 году в центральной Мексике военной экспедиции Эрнана Кортеса Иштлильшочитль II перешел на сторону конкистадоров. Согласно утверждению Фернандо де Альвы Иштлильшочитля, именно Иштлильшочитлю II принадлежит основная заслуга в победе испанцев при Отумбе 7 июля 1520 года. Если верить хронисту, многочисленные войска Иштлильшочитля сковали основные силы ацтеков, теснившие остатки армии Кортеса, отступавшей из Теночтитлана после «Ночи печали». После некой большой битвы с Куитлауаком, Иштлильшочитль повелел всем своим сторонникам помогать Кортесу и противодействовать армии ацтеков. Сам Иштлильшочитль же прислал в помощь Кортесу своего брата с 100 000 человек и множеством съестных припасов.

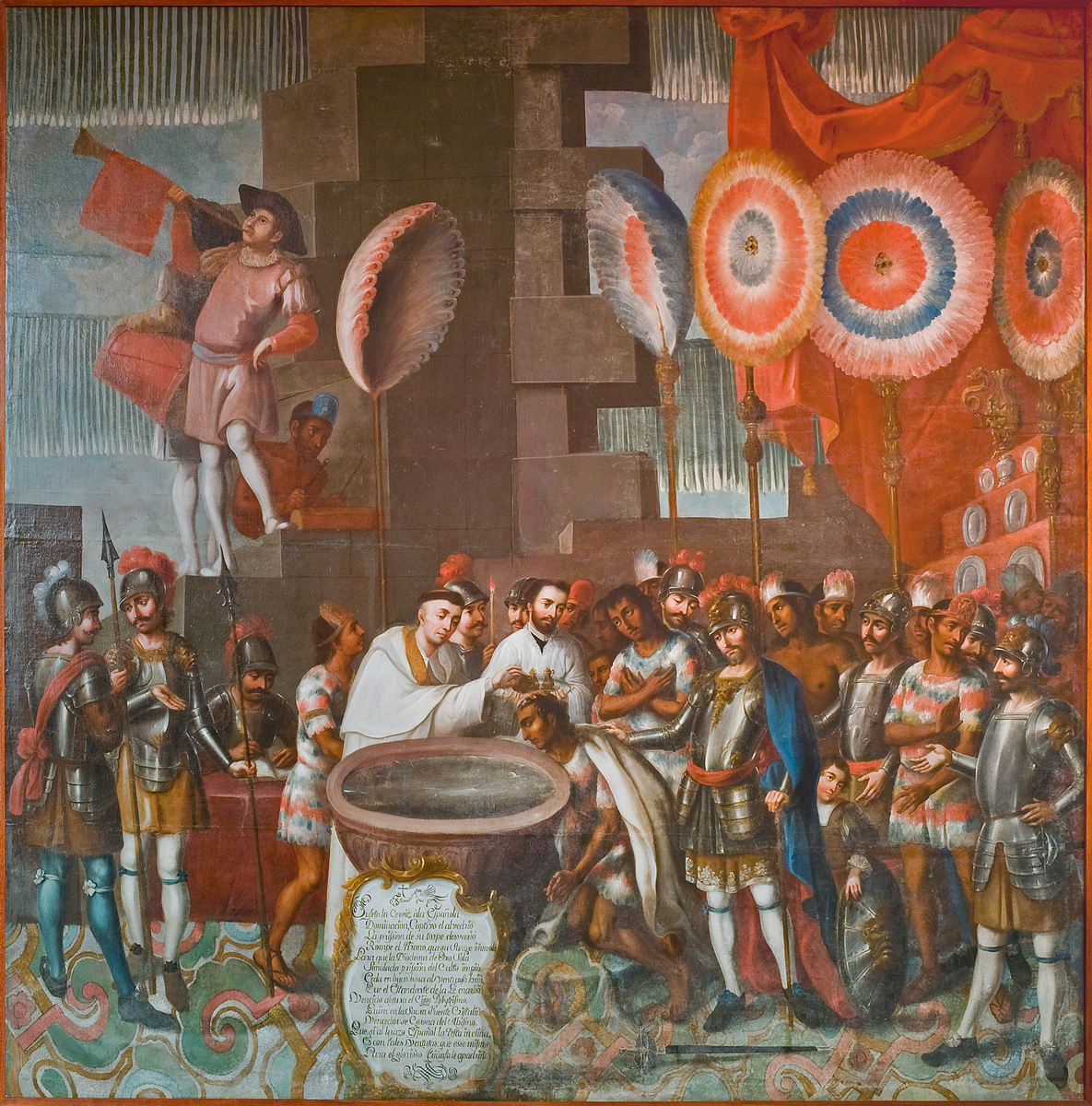
Крещение Иштлильшочитля. Изображение XVIII века

После того как Кортес в январе 1521 года вошел в Тескоко, на место тлатоани вместо бежавшего в Теночтитлан Коанакочцина был назначен другой сын Несауальпилли — Текокольцин, а за Иштлильшочитлем осталось командование войсками. Затем, после смерти Текокольцина осенью того же года и непродолжительного правления другого брата, Ауашпицакцина, по утверждению Берналя Диаса, испанцы сделали Иштлильшочитля тлатоани Тескоко. Для обучения его основам христианской религии, управленческим навыкам и испанскому языку при Иштлильшочитле были оставлены Антонио де Вилья Реал и бакалавр Эскобар. Кроме того, для противостояния ацтекам в Тескоко был назначен комендантом Педро Санчес Фарфан.
Иштлильшочитль II быстро проникся желанием перейти в новую веру и вскоре был с большой торжественностью крещён. Крёстным отцом его стал сам дон Эрнандо Кортес, имя которого Иштлильшочитль взял себе при крещении. Считается, что Иштлильшочитль построил первый в Мексике христианский храм. После этого стал активно насаждать в Тескоко христианство, сжигая храмы традиционных богов и не жалея ни родных, ни близких. Как свидетельствует Фернандо де Альва Иштлильшочитль, мать Иштлильшочитля, королева Тлакошуацин, не захотела креститься и укрылась с несколькими приближёнными в одном из городских храмов. В ответ на требование Иштлильшочитля принять крещение Тлакошуацин назвала его безумцем, поспешно предавшего богов и законы своих предков. Иштлильшочитль же пригрозил отправить её на костер, если она не примет христианство. Тлакошуацин в конце концов уступила сыну и вместе со своими приближёнными приняла крещение. Храм же, в котором она укрывалась, был немедленно сожжён.
В конце весны 1521 года Иштлильшочитль с большой армией пришёл на помощь Кортесу, осадившему Теночтитлан. Согласно «Тринадцатой реляции» Альвы Иштлильшочитля, во время смотра 10 мая, произведённого перед штурмом ацтекской столицы, войско Иштлильшочитля II в общем составило 200 000 воинов и 50 000 работников для сооружения мостов и осуществления других работ. Эта армия была собрана со всех городов и провинций, подвластных государству Тескоко, включая Чалько, Ицоакан, Куаунауак, Тепейак, Отомпан, Толацинко, Шилотепек и другие. Отдельными подразделениями этого войска командовали братья Иштлильшочитля — Куаутлистакцин, Тетлауелуескуитицин и другие. Кроме того, Иштлильшочитль приказал привести все имеющиеся лодки для сопровождения бригантин и осуществления снабжения армии Кортеса. Во время штурма сам Иштлильшочитль сражался рядом с Кортесом, возглавляя подразделение из 16 000 лодок и 58 000 тескокцев.
Не позже 1524 года Иштлильшочитль формально вновь уступил южную часть королевства Тескоко со столицей выкупленному им из испанского плена Коанакочцину. В 1525 году Иштлильшочитль II, по сообщению Бернардино де Саагуна, сопровождал Кортеса в длительном и тяжелом походе в Гондурас.
Продолжительность правления Иштлильшочитля II и год его смерти освещаются в источниках противоречиво. Чимальпаину в своей хронике указывает, он был «возведён и сделан» тлатоани Тескоко в 1526 году, правил 6 лет и умер в 1531 году (в год «Тринадцать Тростник»). В то же время Бернардино де Саагун в своем списке правителей Тескоко указывает, что дон Эрнандо Кортес Иштлильшочитль правил с 1525 года в течение 8 лет, то есть умер в 1532 или 1533 году. Ему наследовал в должности тлатоани Тескоко его брат дон Хорхе Йойонцин.

## Семья
Иштлильшочитль II был женат на Беатрис Папанцин, дочери уэй-тлатоани Ацтекской империи Куитлауака. В этом браке родилась Анна Кортес Иштлильшочитль, ставшая женой правителя Теотиуакана дона Франсиско Вердуго Кецальмамалицина Уэцина; одним из их правнуков был хронист Фернандо де Альва Иштлильшочитль.